# 春江街道 (杭州市)
春江街道，中华人民共和国浙江省西北部杭州市富阳区下辖的一个街道。	

## 行政区划
现辖：
建设村、太平村、临江村、春江村、中沙村、八一村、新建村、民主村和山建村。